# Палаццо Дориа-Памфили (Виа дель Корсо)
Палаццо Дориа-Памфили (итал. Palazzo Doria-Pamphili) — палаццо (дворец), историческое здание в Риме, расположенное в центре города между Виа дель Корсо, Пьяцца дель Коллегио Романо, Виа делла Гатта, Виа дель Плебишито и Виколо Дориа.
Дворец не следует путать с Палаццо Памфили, которое также расположено в Риме, на площади Пьяцца Навона, а также не следует путать с другим дворцом Дориа-Памфили в Вальмонтоне и виллой Дориа-Памфили также в Риме. Ещё один дворец этой семьи расположен в Сан-Мартино-аль-Чимино, недалеко от Витербо.

## История
История строительства Палаццо Дориа Памфили охватывает четыре столетия. Первоначальное ядро дворца создавалось в первой половине XV века для Никколо д’Аччапаччо, затем здание перешло к Фацио Джованни Сантори, который уступил его папе Юлию II делла Ровере, который передал его в дар своему племяннику Франческо Марии I Делла Ровере, герцогу Урбино.

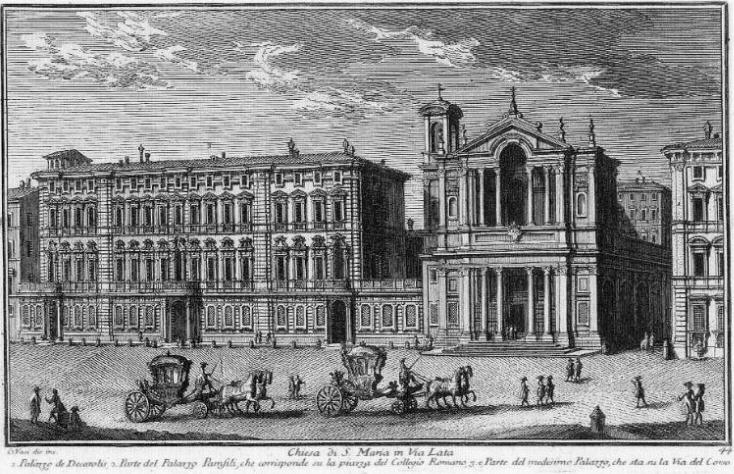
Палаццо Дориа-Памфили (слева) и церковь Санта-Мария-ин-Виа-Лата (справа). Офорт Дж. Вази. 1753

Далее дворец стал собственностью семьи Альдобрандини, а в семнадцатом веке перешёл к семье Памфили, которая расширила его по проекту архитекторов Карло Мадерны, Антонио дель Гранде, а затем Карло Фонтаны и Габриэле Вальвассори, пока он не стал самым важным жилым домом семьи.
Дворец и теперь является крупнейшим частным дворцом в Риме и уступает по размерам только зданиям, в которых размещаются государственные учреждения или посольства. Он больше, чем некоторые европейские королевские дворцы, и по-прежнему остаётся резиденцией одноимённой дворянской семьи; в нём находится известная Галерея Дориа-Памфили с коллекцией картин и предметов искусства, которую может посетить публика.
После смерти Камилло Памфили в 1666 году строительство продолжилось под руководством двух его сыновей, Джованни Баттисты (его наследника) и кардинала Бенедетто. Последний, в частности, известный своим меценатством, отвечал за строительство капеллы по проекту Карло Фонтаны.
Одна из дочерей Камилло и Олимпии, Анна (1652—1728), в 1671 году вышла замуж за генуэзского аристократа Джованни Андреа III Дориа Ланди (1653—1737), VI принца Мелфи. Их потомки унаследовали дворец, когда римская ветвь семьи Памфили вымерла в 1760 году; в 1763 году принц Джованни Андреа IV объединил свои фамилии в нынешнюю Дориа Ланди Памфили. С 1767 года, при князе Андреa IV, сыне предыдущего, дворец стал главной резиденцией семьи, переехавшей из Генуи в Рим.
Монументальный фасад на Виа дель Корсо построен по проекту Габриэле Вальвассори, который создал его между 1730 и 1735 годами по заказу принца Камилло Памфили Альдобрандини. Вальвассори также закрыл арки галереи второго этажа кортиле (внутреннего двора), что дало возможность создать знаменитую галерею, где семья смогла разместить свою коллекцию картин.
Также в первой половине XVIII века Паоло Амели или Амети было поручено спроектировать крыло здания на Виа дель Плебишито, которое использовалось для сдачи в аренду и было вдохновлено архитектурными шедеврами Франческо Борромини. В 1767 году потолки приёмных залов были расписаны фресками в стиле барокко. В XIX веке архитектор Андреа Бузири Вичи работал над фасадами Виа делла Гатта и площади Грациоли, а также над фасадом Виколо Дориа.
С 2013 года Палаццо Дориа Памфили принадлежит итальянскому фонду «Doria Pamphilj Trust», созданному по завещанию семьи. С тех пор на фасадах и помещениях проведены масштабные реставрационные работы.

## Интерьеры дворца
После изысканно украшенных передних залов посетитель попадает в «Галерею Дориа-Памфили», созданную папой Иннокентием X, который передал собственную коллекцию произведений искусства своему племяннику Камилло. Входящего в галерею приветствует первая версия бюста папы Иннокентия X, созданная Джованни Лоренцо Бернини. Второй вариант скульптуры находится в небольшой комнате, расположенной в конце правого крыла галереи, в небольшом пространстве, в котором находятся две работы. Первая из них — Портрет папы Иннокентия X работы Диего Веласкеса. Другая работа в комнате — вторая версия бюста Иннокентия X Бернини.
Во второй части галереи находится одна из самых знаменитых комнат здания: Зеркальная галерея (Galleria degli Specchi), напоминающая Зеркальную галерею Версаля и украшенная дорогими венецианскими зеркалами в золочёных рамах.
В 1733 году болонский живописец Аурелиано Милани по поручению принца Камилло Памфили-Альдобрандини расписал фресками новую Зеркальную галерею, построенную в несколько предшествующих лет архитектором Габриэле Вальвассори. В центре свода представлена грандиозная «Гигантомахия», а по сторонам — истории Геракла: Геракл и Ахелой и Геракл, убивающий Лернейскую гидру, с одной стороны, и Геракл, и Антей и Геракл, убивающий кентавра, с другой.
Геракл считался в семье Памфили прародителем рода, и этим объясняется его присутствие на фресках. В представленных сценах Геракл выступает образцом физической и моральной силы и всех добродетелей членов семьи. Центральная сцена с Гигантомахией символизирует справедливое наказание тех, кто нападает на законно установленную власть: мы видим человека в доспехах, который стоит прямо за своим «предком» Гераклом и указывает на Зевса, показывая, что его сила исходит от царя богов и находится под его защитой.
Второе помещение — Бархатный зал (Sala dei Velluti), для которого характерно присутствие драгоценной ткани, изготовленной вручную. Эту ткань производили в Генуе — городе на севере Италии, где до 1760 года проживала другая ветвь семьи, семья Дориа. Наиболее изношенные части красного бархата, видимые вдоль стен, где размещены стулья, и пол из терракотовой плитки относятся к 1600-м годам. Гостиная богато обставлена мебелью, датируемой 1700-ми годами, и обогащена двумя бюстами, созданными Альгарди, — Иннокентия X и его брата Памфилио Памфили.
Далее следует Бальный зал (Sala da Ballo), созданный в 1903 году объединением двух небольших комнат. Стены покрыты драгоценным шелком, и по всему периметру комнаты размещены многочисленные хрустальные настенные светильники. В месте, отведённом для оркестра, большой интерес представляет редкий музыкальный инструмент — арфа с двойным рядом струн, созданная между 1600 и 1700 годами.
Другое крыло дворца Дориа-Памфили замыкает пространство, использовавшееся членами семьи для молебнов, — капелла, спроектированная архитектором Карло Фонтана в 1689—1691 годах, которая претерпела многочисленные преобразования на протяжении веков. В этом месте находятся две реликвии: мощи Сан-Теодоро (великомученика Феодора Тирона) и мощи Сан-Джусто (мученика Иустина Философа), которые, вероятно, были эксгумированы из катакомб Рима.
Последняя и самая старинная комната дворца — Зал Альдобрандини (Sala Aldobrandini), знатной семьи родом из Флоренции, имевшей связи с Ватиканом. В этом зале находятся античные скульптуры, когда-то украшавшие сады виллы Памфили. Этот зал представляет большой интерес для изучения истории итальянского искусства. Здесь экспонируются картина «Саломея» молодого Тициана (1511—1515) и две картины Караваджо — «Отдых на пути в Египет» и «Кающаяся Магдалина» (последняя приобретена Камилло Памфили).

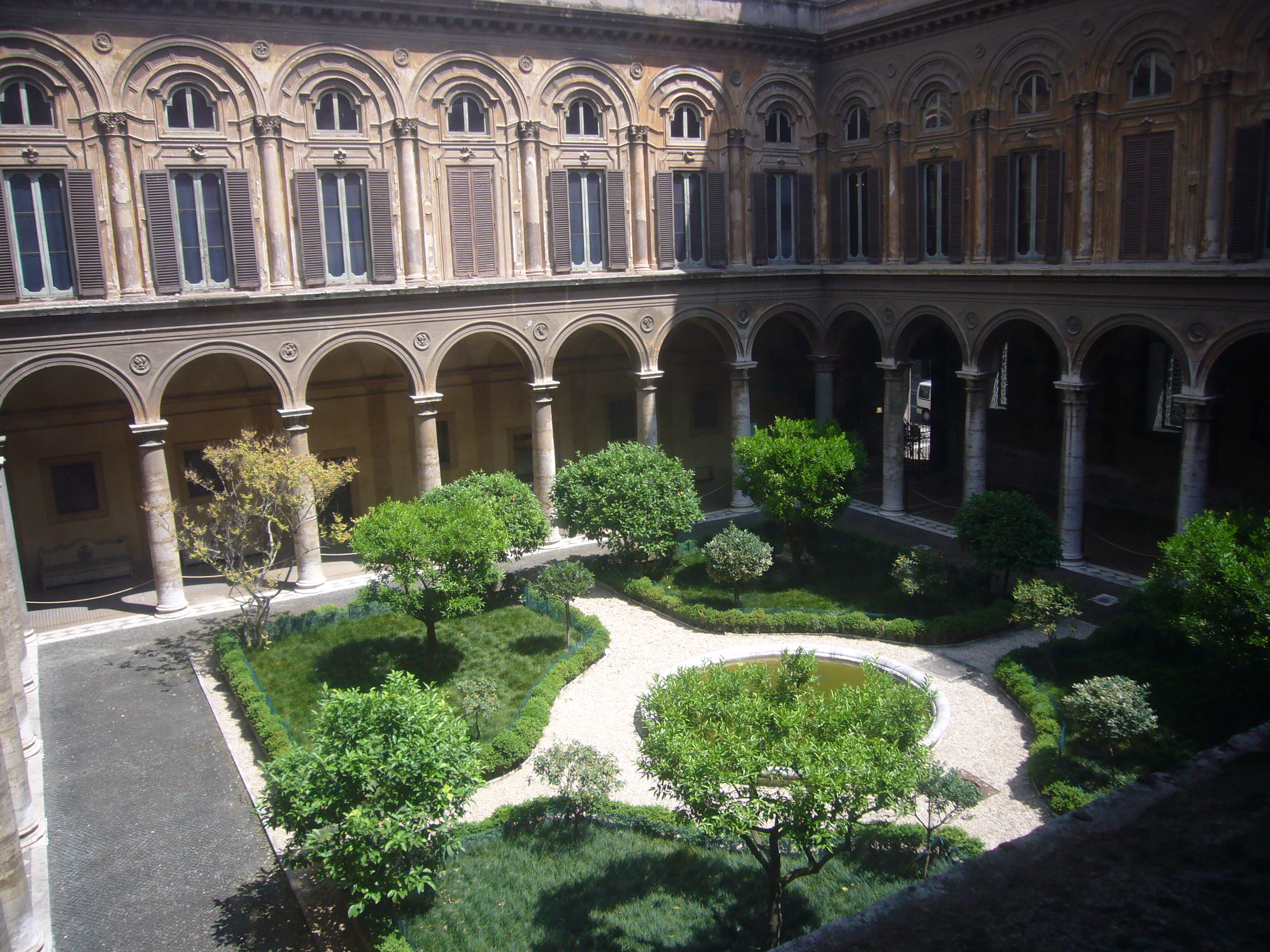
Кортиле (двор) Палаццо
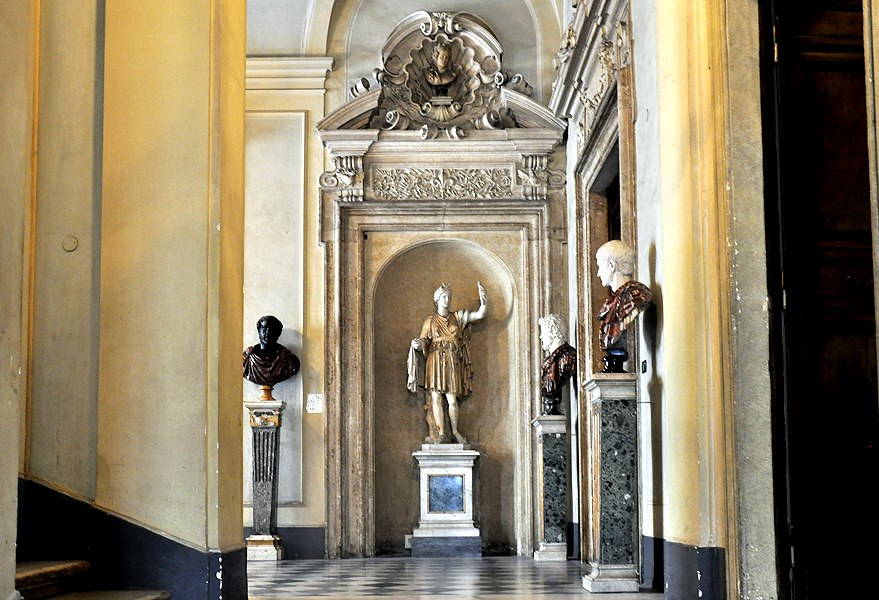
Вестибюль
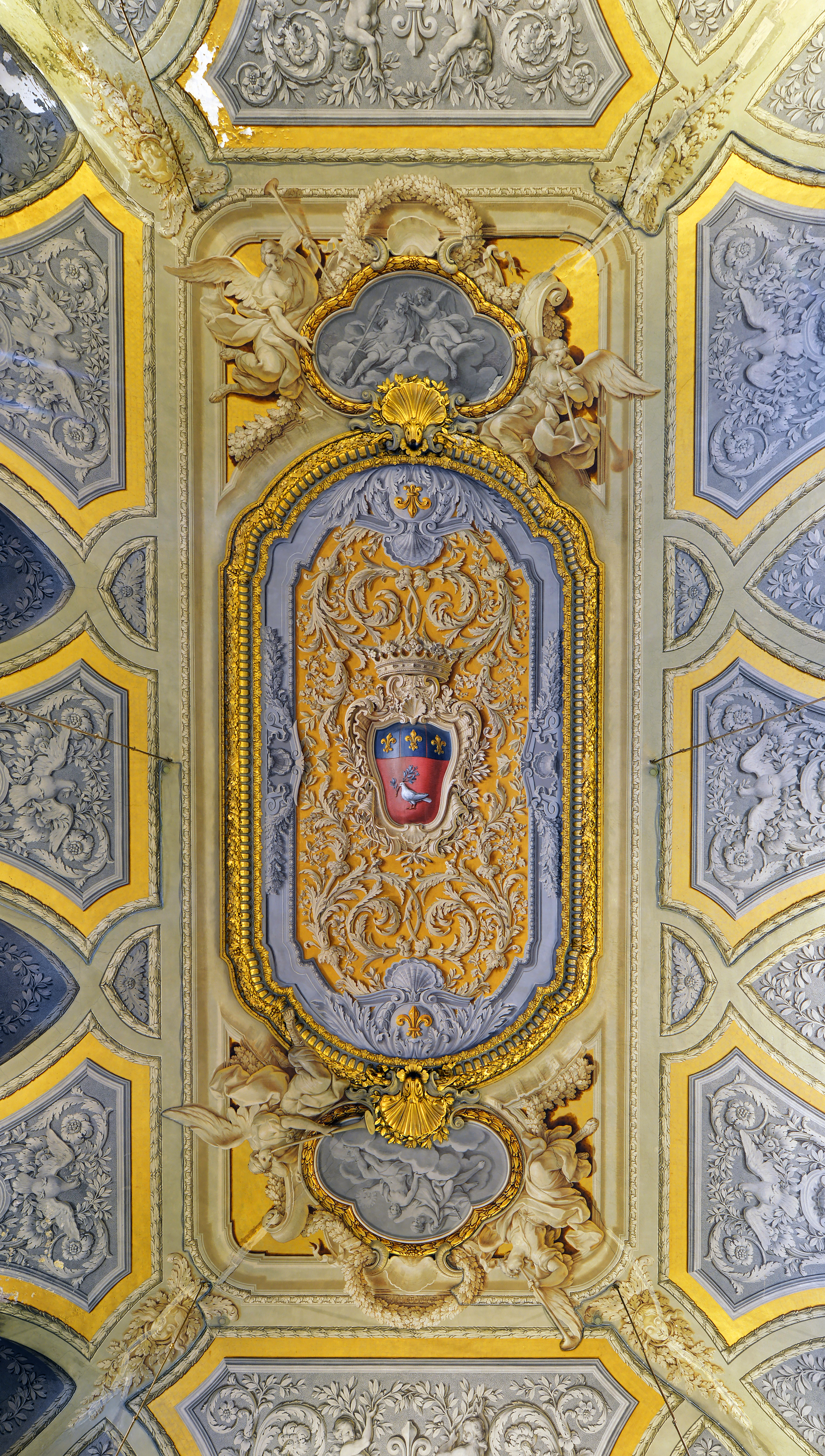
Плафон с эмблемой дома Памфили
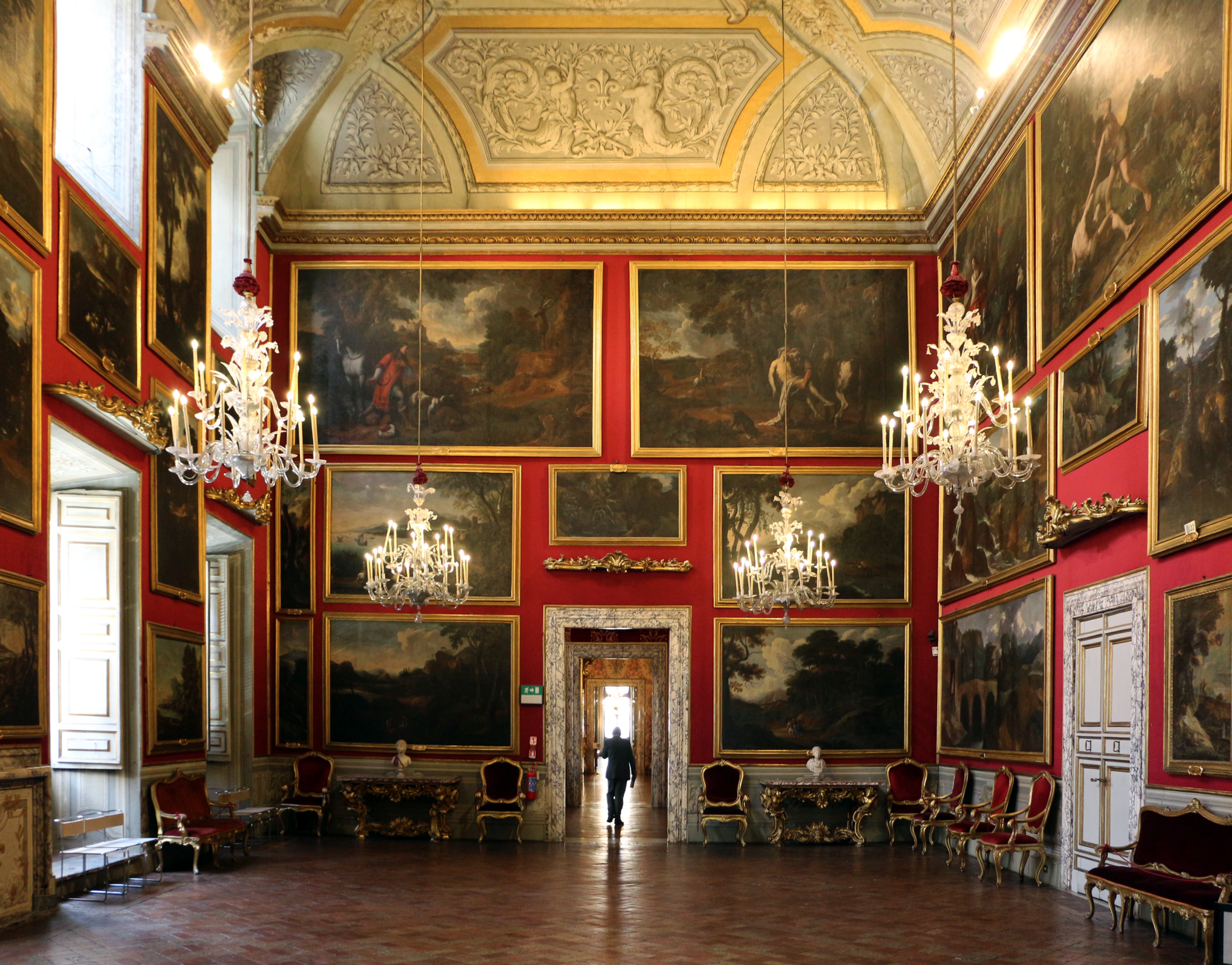
Зал Пуссена
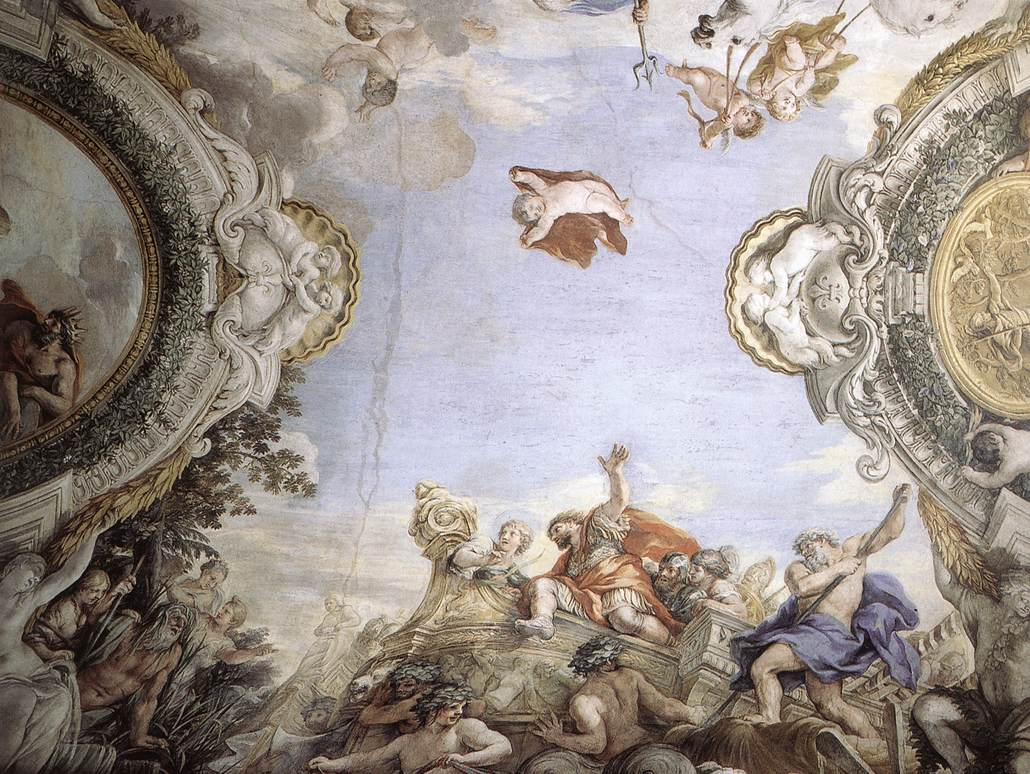
Пьетро да Кортона. Высадка троянцев в устье Тибра. Роспись плафона
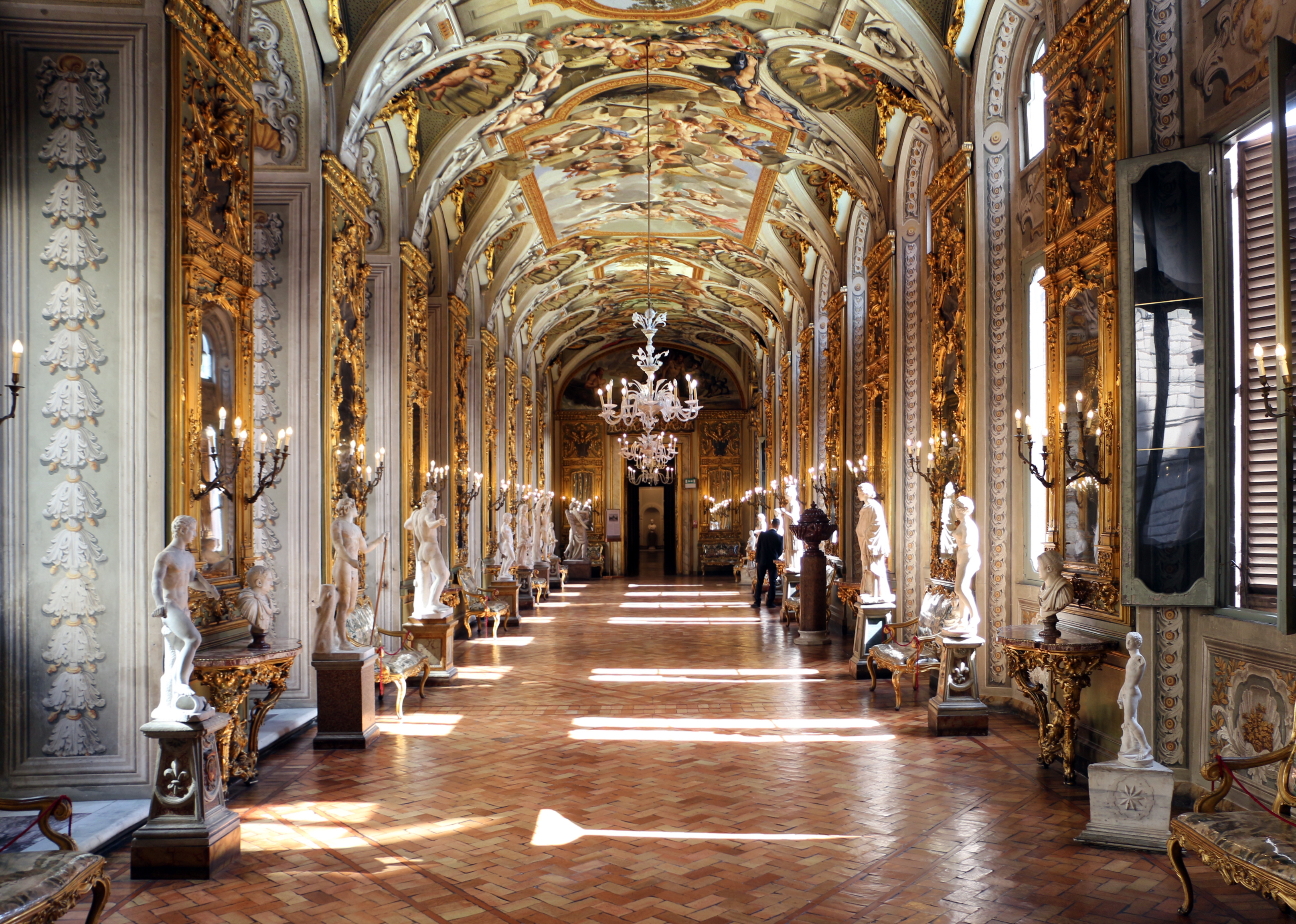
Зеркальная галерея
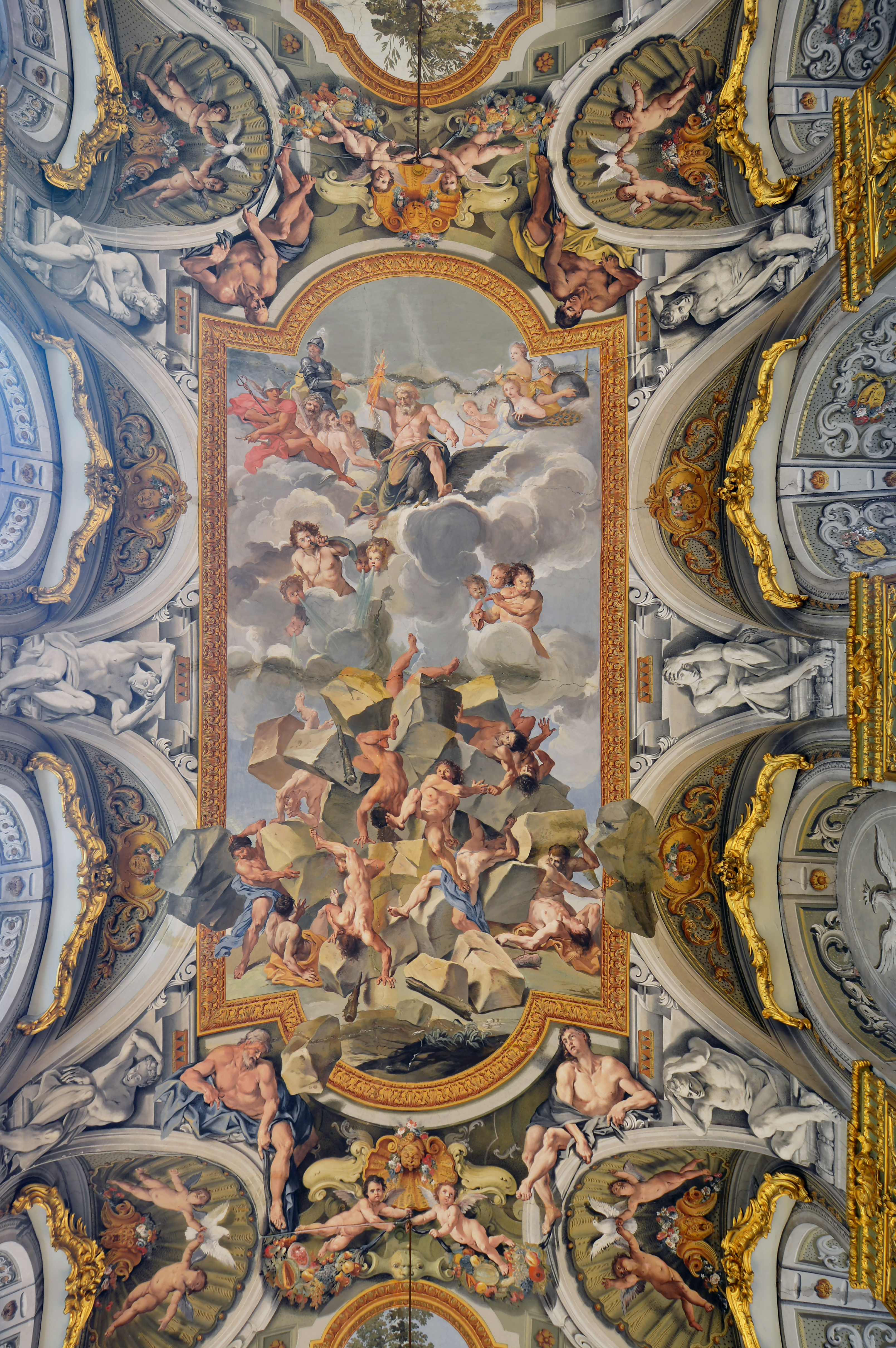
Аурелиано Милани. Роспись плафона Зеркальной галереи. 1733
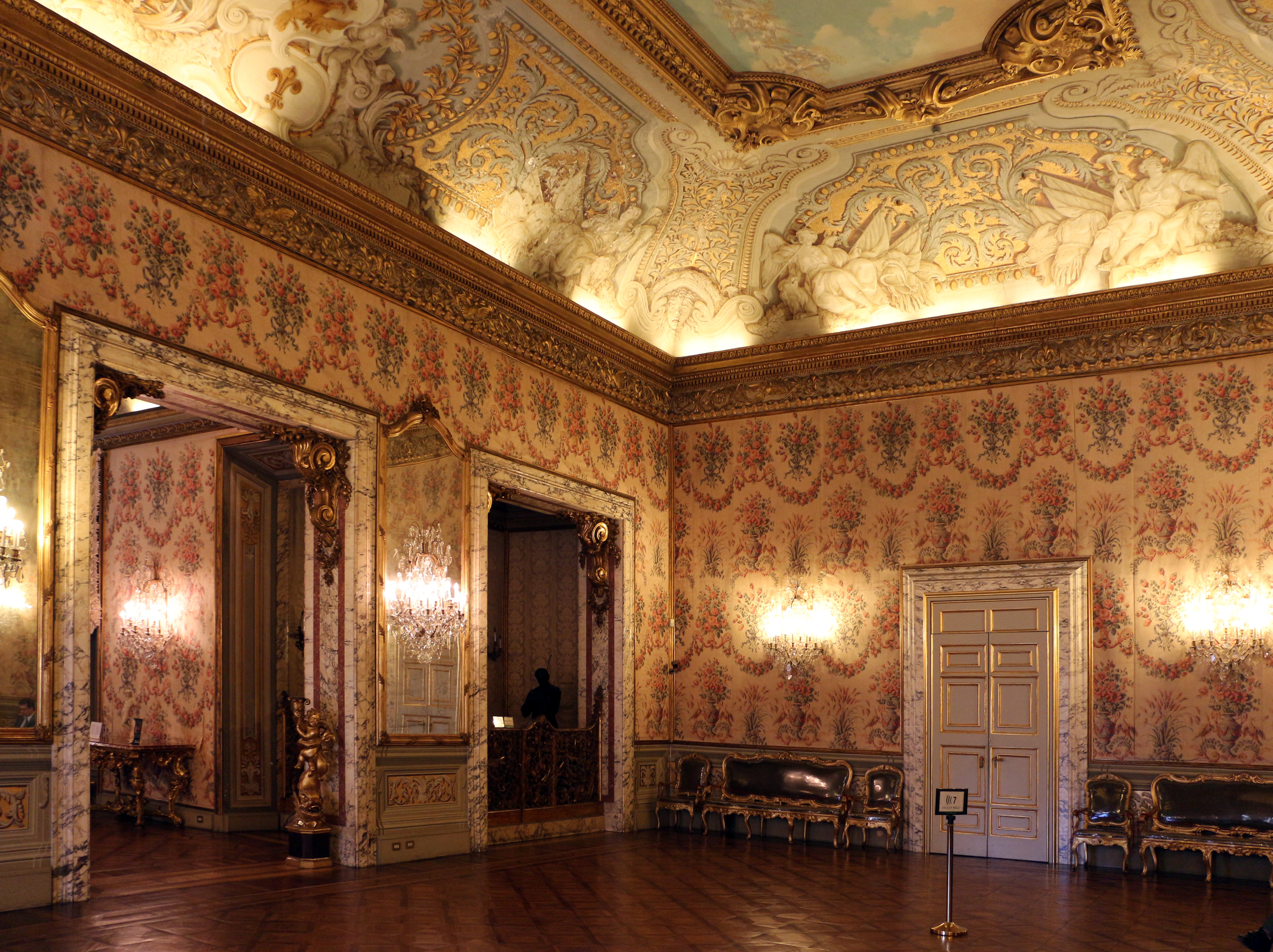
Бальный зал
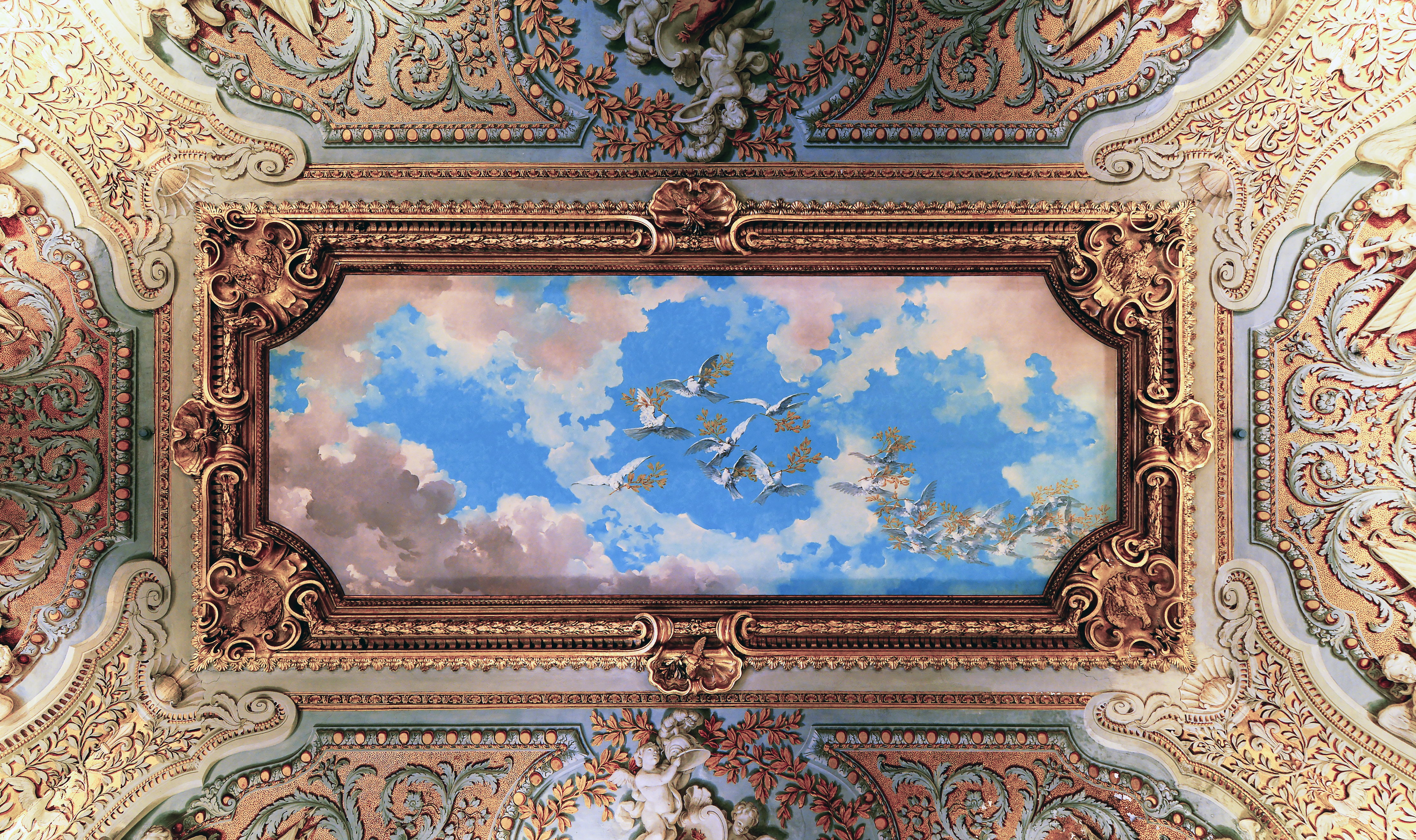
Плафон Бального зала
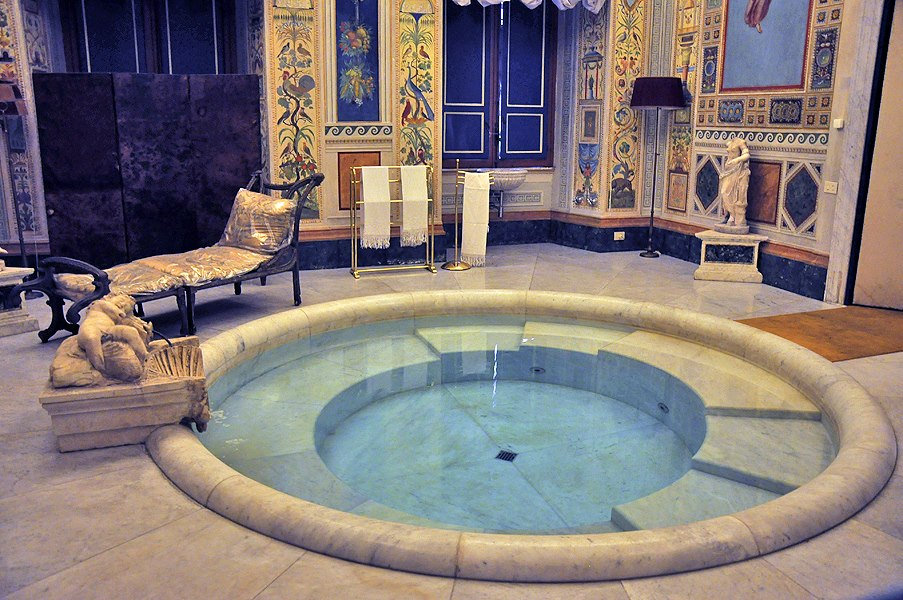
Ванна Дианы
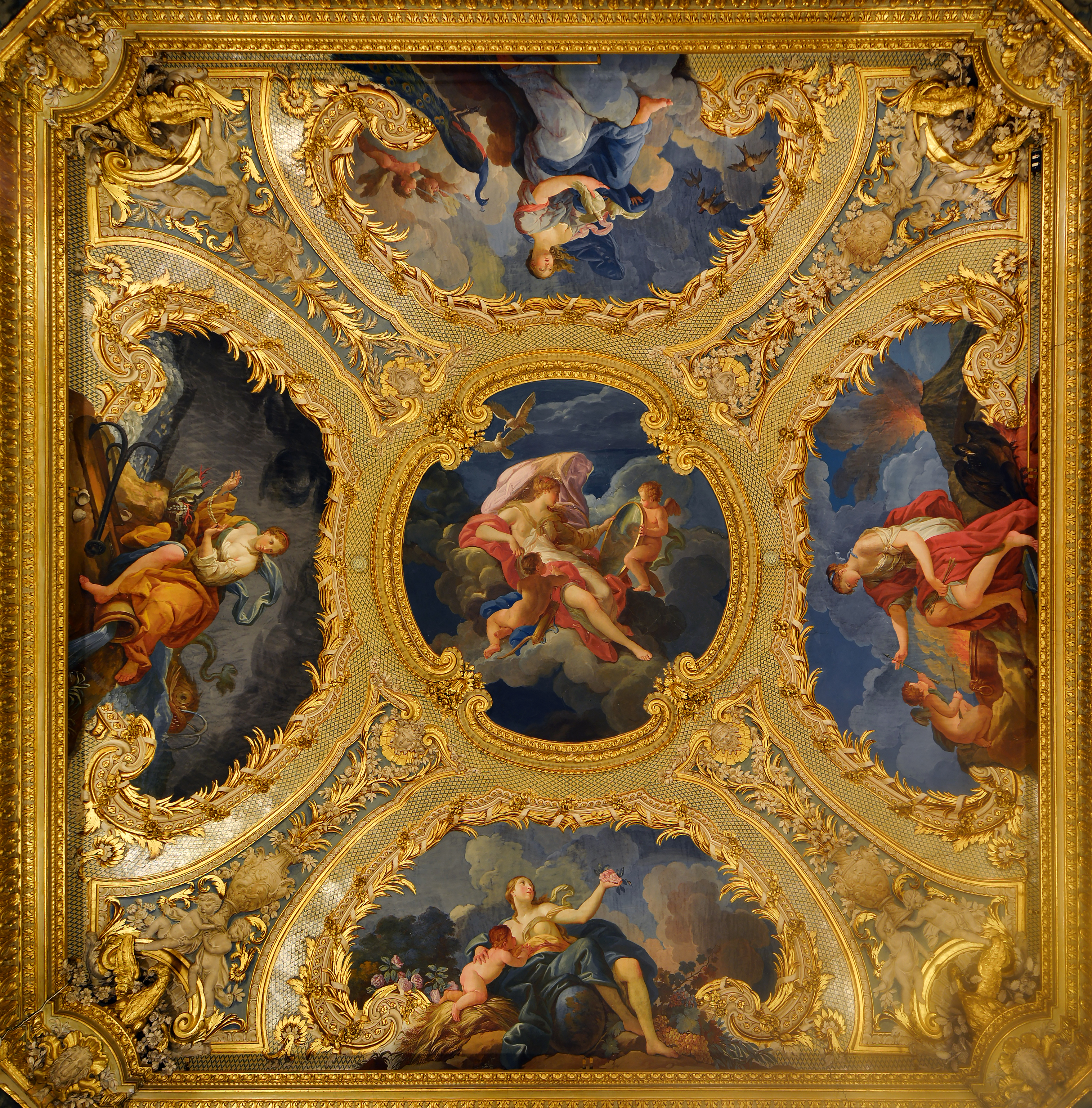
Плафон ванной комнаты
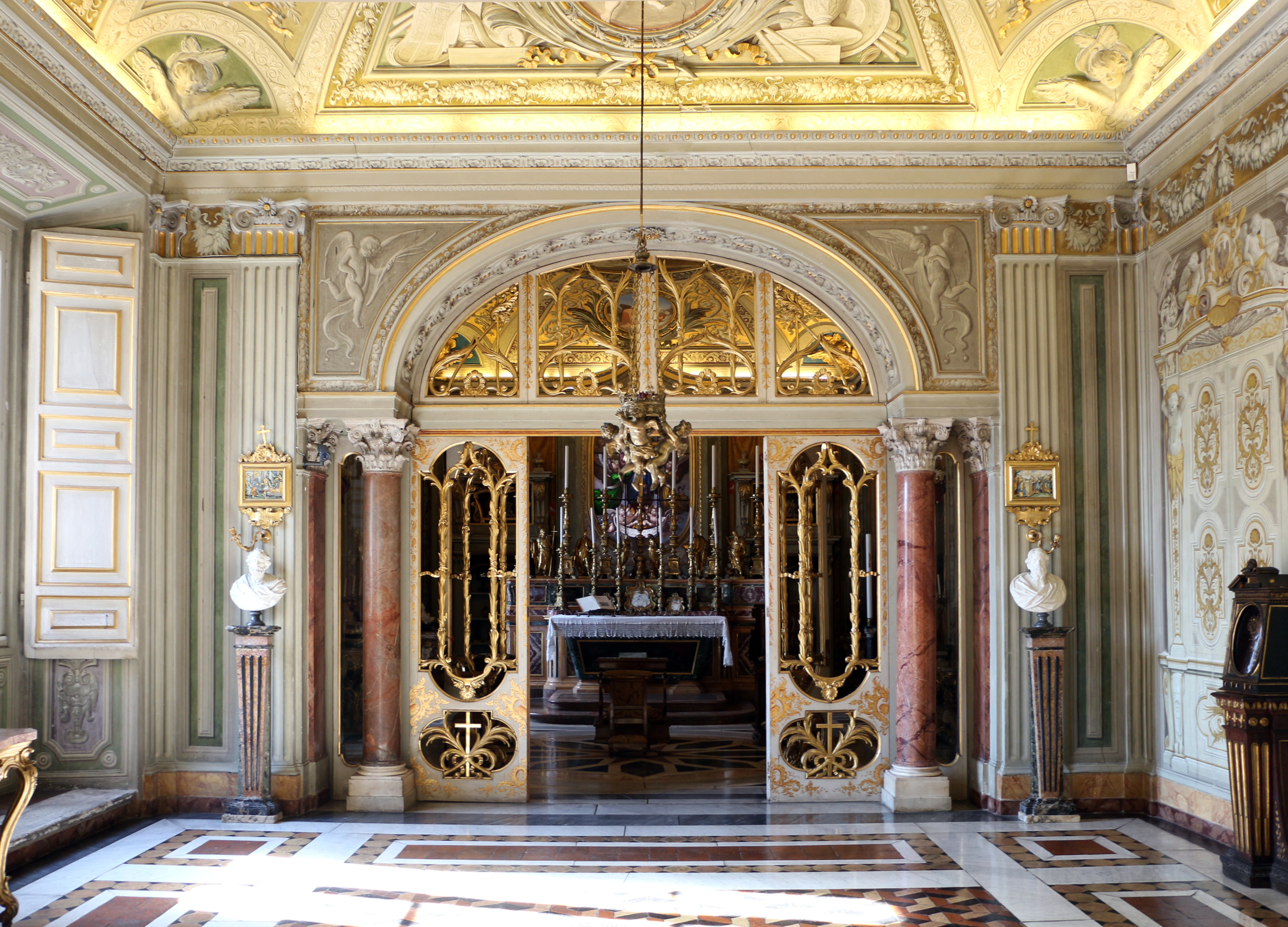
Капелла. 1689—1691. Архитектор К. Фонтана
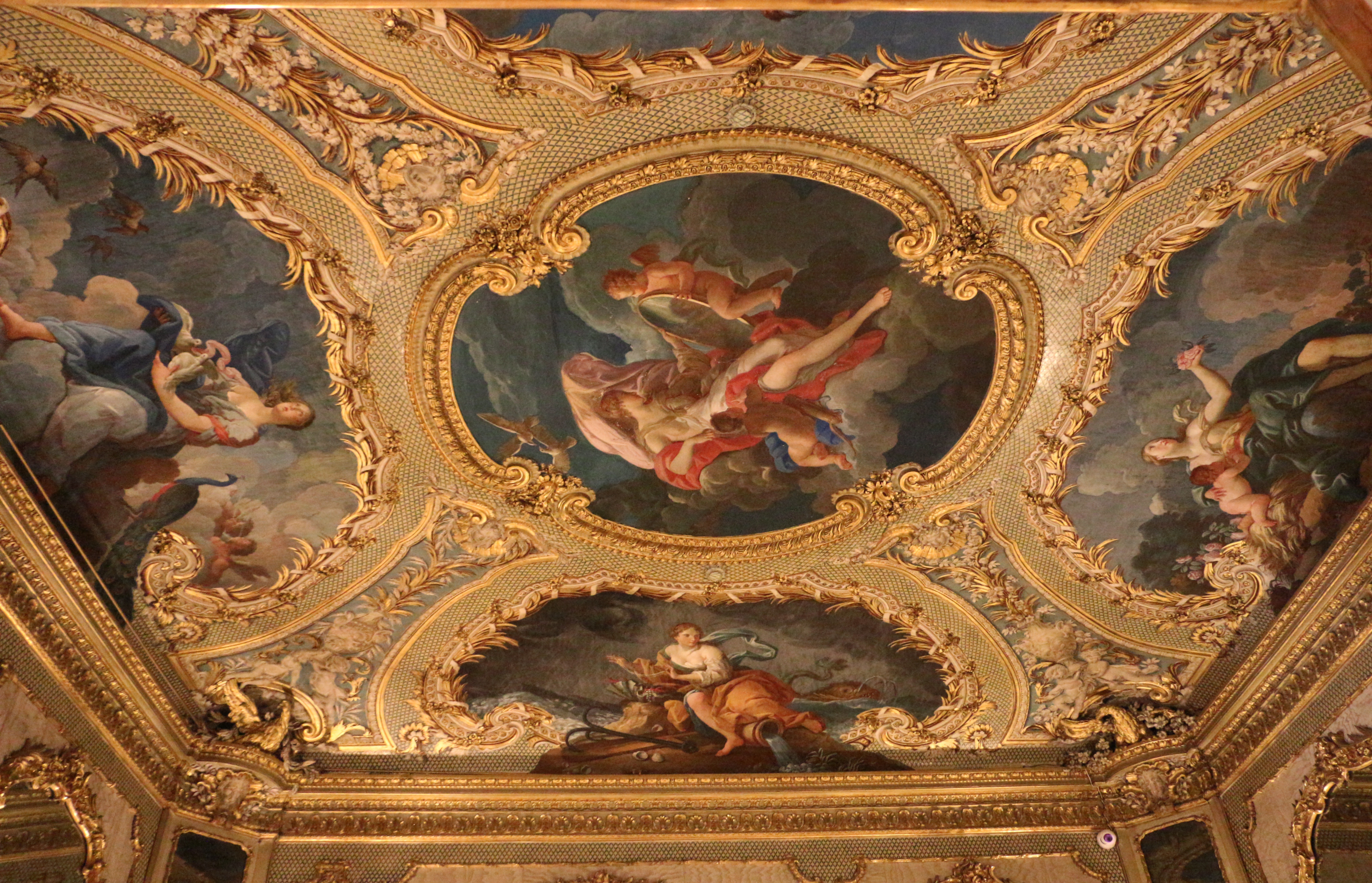
Зеркальная комната. Роспись плафона Стефано Поцци